# Zoran Kalabić
Zoran Kalabić dipl. oec, MBA (Paraćin) es un empresario serbio que ha vivido en Viena desde 1987. Está involucrado en proyectos que promueven la preservación del idioma, la cultura y la tradición serbias en el extranjero, así como en Serbia y Bosnia y Herzegovina. En 2001, fue condecorado con la medalla de oro N. I Petrović por el gobierno de Montenegro por méritos especiales en la promoción de Montenegro en Austria.  Por méritos especiales en el fortalecimiento de las relaciones entre la República de Serbia y la República de Austria en el ámbito de las actividades públicas y económicas, fue condecorado por decreto del Presidente de la República de Serbia con la Orden de la Estrella de Karađorđe en 2023.

## Juventud y educación
Zoran Kalabić nació en Paraćin. En su juventud, fue boxeador en el BK Kablovi de Jagodina, donde se convirtió en campeón serbio de peso wélter. Posee dos títulos universitarios en economía y una maestría en administración de empresas. Actualmente está preparando su doctorado. Estudió Economía en la Universidad de Kragujevac y, tras llegar a Viena, completó sus estudios en el Instituto Joseph Schumpeter en Wels, Austria. En 2012 obtuvo su MBA en Gestión Inmobiliaria y luego se matriculó en la Escuela de Estudios Internacionales de Viena, tras lo cual se convirtió en corredor y administrador de bienes raíces. En 2013 se convirtió en miembro del Senado Económico de Austria.

## Carrera

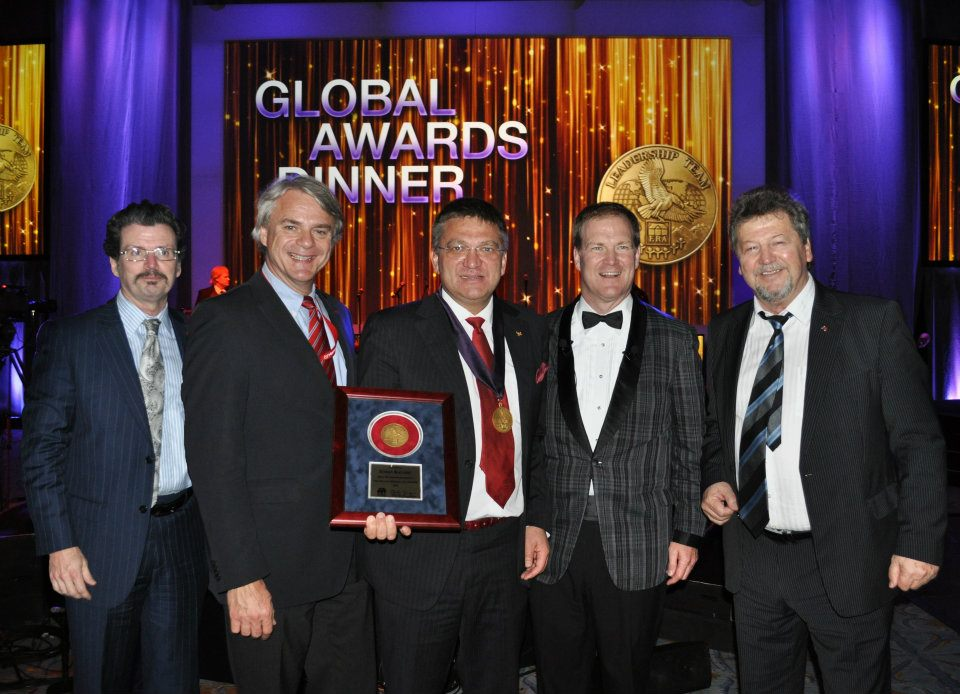
Kalabić con colegas, premio global ERA

Tras mudarse a Viena en 1987, junto con su hermano Dragan, inició varios proyectos, incluida la agencia de turismo «Falcon Tours», que promovía el potencial turístico de Serbia y Montenegro. Estos negocios en Austria fueron interrumpidos por el bombardeo de Yugoslavia en 1999. En ese momento, Kalabić se dedicó al campo de los bienes raíces.
Después de varios años exitosos en los negocios, Kalabić decidió emprender su propio negocio y en 2003 fundó su propia empresa con su hermano, «4M IMMOBILIEN», que es socio de ERA Immobilien, en ese momento la cadena de bienes raíces más grande de Europa con más de 1300 oficinas. Se dedican a la construcción, inversión y venta de terrenos y bienes raíces. Organizó el primer Baile Económico Serbio en Viena (2014). En 2017 fundó la nueva asociación de ciudadanos serbios «Privilegija» en Viena con el objetivo de brindar servicios gratuitos a los serbios y emplear a jóvenes serbios en Austria. En 2023 fue miembro de un consorcio que lanzó una plataforma digital para la diáspora serbia llamada Grupo de medios W-Radio. Como fundador de la agencia 4M Immobilie, a menudo habla públicamente en los medios sobre las tendencias y fluctuaciones en el mercado inmobiliario, y en 2024, se convirtió en el primer serbio de la diáspora en dar una entrevista exclusiva a la revista de negocios estadounidense Forbes.

## Labor caritativa
Zoran Kalabić participa activamente en la comunidad serbia y bosnia en Austria y Serbia. Ha apoyado financieramente al hospital infantil «St. Anna Kinderspital». Donó una ambulancia y un camión de bomberos a su ciudad natal, Paraćin, y también brindó ayuda a Serbia y Bosnia y Herzegovina después de las inundaciones del sudeste de Europa de 2014. Ayudó en la reconstrucción del Monasterio de Hilandar después del incendio y ha continuado don tado donando hasta el día de hoy. Kalabić colabora con la sociedad cultural «Prosvjeta» en Viena, el Centro Cultural Serbio, la Asociación de Empresarios Serbios y durante los últimos 25 años ha ayudado en la organización del Baile de San Sava en el Palacio de Hofburg en Viena. Financia actividades editoriales y eventos culturales, artísticos y educativos de los serbios en la diáspora. También colabora con la Fundación Científica Tesla de Filadelfia. En el 26.º Baile de San Sava celebrado en el Palacio de Hofburg en Viena, Kalabić pujó por una réplica del «Evangelio de Miroslav» en una subasta benéfica, cuyos fondos se destinaron a apoyar a Ljiljana Dukić, una madre soltera con tres hijos de Obrenovac, Serbia, que vive en condiciones difíciles. El baile reunió a más de 2.500 invitados distinguidos, incluidos diplomáticos, empresarios, figuras culturales y miembros de la jet set europea. Además, Kalabić recibió personalmente a 74 invitados destacados de diversas profesiones, como la periodista Vesna de Vinča, el director de ópera Tadija Miletić, el cantante Knez, la Miss Serbia Aleksandra Rutović y muchos otros.

## Vida personal
Kalabić vive y trabaja en Viena junto con su esposa Adrianna Lushezy y sus cuatro hijos. Tiene un hermano mayor, Dragan, quien es su socio comercial. Junto con los representantes serbios en el gobierno austriaco, trabaja para asegurar que los serbios reciban el estatus de minoría nacional en Austria.

## Premios

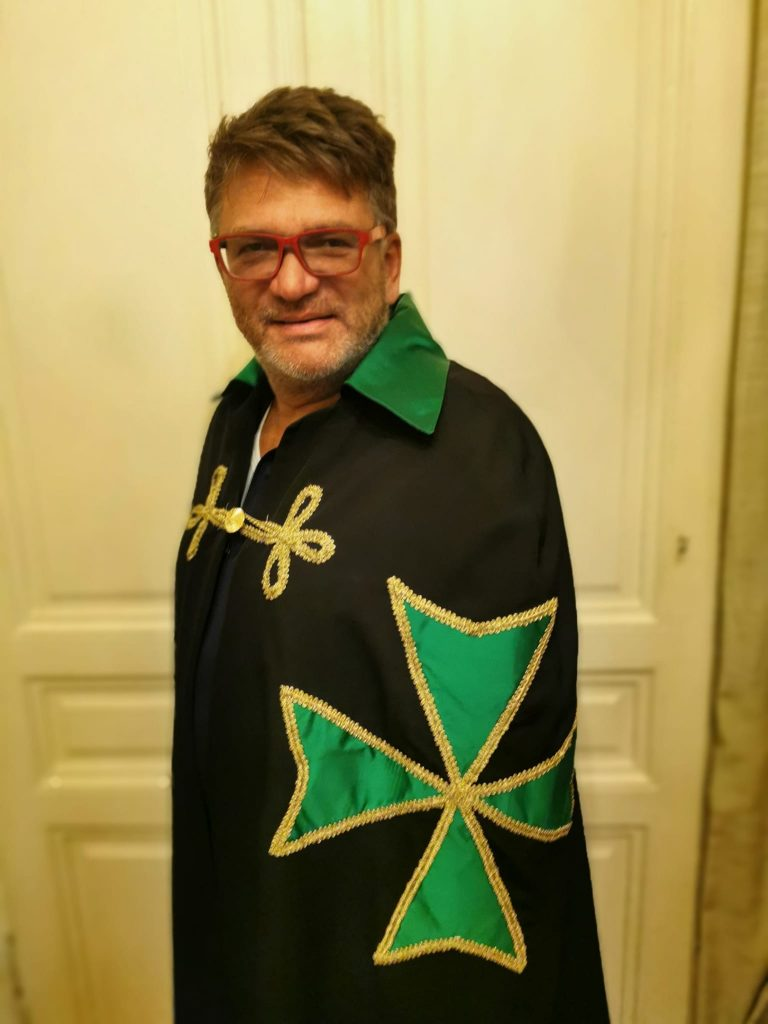
Zoran Kalabić como Comandante Caballero de la Orden del Ejército de Hospitalidad de San Lázaro de Jerusalén

Kalabić fue nombrado el mejor agente inmobiliario en EE. UU. (Los Ángeles 2009, Las Vegas 2017), en Europa (Berlín 2011) y el mejor corredor del mundo (Nueva Orleans 2022). Además de los altos premios monetarios, las asociaciones empresariales alemanas, austriacas y americanas le otorgaron más de 30 trofeos y diplomas.
También ha recibido declaraciones y otras reconocimientos por su humanidad, entre los que destaca haber sido el primer serbio y ortodoxo en ser declarado «Caballero y Comandante de la Orden de la Hospitalidad de San Lázaro de Jerusalén» por su apoyo al Hospital Infantil St. Anna. La Fundación Científica Tesla de Filadelfia lo honró con la Medalla de Oro Tesla, y también ha recibido muchos premios por la promoción de la cultura y el arte.
En 2023, Zoran Kalabić fue galardonado por el presidente de Serbia Aleksandar Vučić con la estrella de Karađorđe, en el día del Estado de Serbia Sretenje, por sus méritos especiales en el fortalecimiento de las relaciones entre la República de Serbia y la República de Austria en el campo de las actividades públicas y económicas. Recibió un premio de oro por contribuciones especiales por Montenegro, fue galardonado durante su trabajo en RE/MAX en Austria como el mejor agente de bienes raíces, y entre otros premios destacan los siguientes:
- Premio de la Asociación de Serbios en Austria y Francia por la promoción de la cultura y el idioma serbios.[2]
- Comandante Caballero de la Orden de San Lázaro de Jerusalén – otorgado por el Gran Priorato de Austria; Londres, Viena Söchau septiembre de 2021.[18][2]
- Premio de octubre de la ciudad de Jagodina.[4]
- Orden de la Estrella de Karađorđe tercer nivel (2023)
- Premio de la asociación de serbios en Austria y Francia por la promoción de la cultura y el idioma serbios.[1]
- Medalla de Oro Tesla de la Fundación Científica Tesla de Filadelfia, noviembre de 2021.[1]
- Estado de Senador en el Senado Económico austriaco para la Formación y Educación Continua, 2022[1]